# فوتوکیور
فوتوکیور (انگلیسی: Photocure) شرکت داروسازی نروژی است، که در سال ۱۹۹۳ تأسیس شد.